# Chariesthes argentea
Chariesthes argentea är en skalbaggsart som beskrevs av Hintz 1912. Chariesthes argentea ingår i släktet Chariesthes och familjen långhorningar. Inga underarter finns listade i Catalogue of Life.